# ゆよゆっぺ
ゆよゆっぺ（1989年〈平成元年〉9月25日 - ）は、日本のミュージシャン。茨城県大洗町出身。バンド「Naked Identity Created by King」のメンバー。
DJやトラックメイカーとして活動するときは「DJ'TEKINA//SOMETHING」の名義を使う。クリエイターユニット「Heart's Cry」のメンバー、純文学ユニット「KATARI」のメンバー「間宮丈裕」（まみやたけひろ）としても活動。

## 来歴
高校生の頃からバンドでギターとボーカルを担当しており、その後、2008年にニコニコ動画への動画投稿を始める。ニコニコ動画へは、スクリーモの影響を受けたVOCALOIDの曲（通称ミクリーモ）を中心に投稿活動を行い、人気を博す。同人イベントなどで数枚の自主制作アルバムを出した後、2012年9月26日に、アルバム「Story of Hope」にてメジャー・デビューを果たす。現在もニコニコ動画やYouTubeでボカロ曲を発表している。また、2013年1月16日には全曲本人歌唱のアルバム「Wall in the presence -Yuppeism edition-」を配信、2014年7月16日には、小説との連動企画としてアルバム「ぼかろほりっく」をリリースするなど、幅広く音楽活動を行なっている。
これらの活動と並行してバンド「My Eggplant Died Yesterday」でボーカルを担当。同バンドは2014年7月に活動休止し、その後実弟らと新たにバンド「GRILLED MEAT YOUNGMANS」を結成。このバンドは2019年に名前を「Naked Identity Created by King」に改名し、現在も新曲をリリースするなど活動を継続している。
また、BABYMETALの楽曲「ウ・キ・ウ・キ★ミッドナイト」、「BABYMETAL DEATH」、「メギツネ」等の制作に携わった。現在もBABYMETALのアルバムに作曲・編曲を担当した曲が収録され、全世界中で聴かれている。
さらに、ダンスミュージックを制作する時は「DJ'TEKINA//SOMETHING」名義で活動し、ROCK IN JAPAN FESTIVAL、SUMMER SONIC、COUNTDOWN JAPANなどのフェスにDJとして出演している。また、この名義で他アーティストの楽曲のリミックス作品を発表したり、アルバムをリリースするなどしている。
2021年4月1日には、声優の神尾晋一郎とユニット「KATARI」を結成したことを発表。純文学と音楽を絡めた作品の展開を予定しており、ゆよゆっぺは間宮丈裕名義で楽曲の制作を務めている。後に発表された楽曲では、神尾と共にボーカルを務めている。
2023年11月3日、声優の山村響と結婚したことを報告。

## 人物
最初の音楽体験は家にあったピアノを触った時である。自動演奏機能付であったそのピアノでベートーヴェンの「エリーゼのために」が自動演奏されているのを眺めながら覚えて、なんとなく弾けるようになったという。また、小学6年生の時に父よりアコースティック・ギターを買ってもらい、一緒に練習したことがきっかけでギターを覚えた。楽器と呼べるものはなんでも触りたくなる性格で、小学校の音楽の授業時はマリンバ、ボンゴ、三味線を担当した。他にも、ベースやドラムの演奏経験もある。
自身の楽曲の特徴であるスクリーモなどのメタル系を好きになったきっかけは、中学生の頃にレンタルCD屋で借りたメタリカの「セイント・アンガー」である。高校に進学しバンド活動を始めた際も、マキシマム・ザ・ホルモンや当時流行していたストーリー・オブ・ザ・イヤー、リンキン・パークなどを聞いていた。
曲作りは、中学生の頃に当時弾いていたピアノやギターを使って始めた。高校生になりメタル系の曲を聴いているうちに、自分がヘビーだけど綺麗でキャッチーなメロディが特徴的な楽曲が好きであることに気づき、作曲する際もこの点を念頭に置いている。
VOCALOIDに出会ったきっかけは、バンド活動をしていた時に起こった人間関係の問題や将来への不安で性格的に引きこもっていた時期に、友人にニコニコ動画を勧められたことである。初めてボーカロイドの文化に触れて面白そうと思ったことで、VOCALOIDを作った曲作りを始める。曲を投稿していくうちに、とあるリスナーから「お前本気出せよ」というコメントをもらったことで、やる気を奮い立たせ、現在のようなスタイルの曲を投稿するようになった。ターニングポイントとなったのは出世作である楽曲「Hope」で、自分の気持ちを乗せた歌詞が好評であったことがきっかけで、表現の幅を広げることができたと述べている。
DJ'TEKINA//SOMETHING名義の楽曲に関しては、スクリレックスのようなダブステップに影響を受けている。また、このようなDJ活動をしているのは、バンドで得た知識をエレクトロに、エレクトロで得た知識をバンドに活かし、ジャンル間の垣根をなくすくらい全力で取り組みたいからと述べている。

## ディスコグラフィ

### その他作品
DJ'TEKINA//SOMETHING名義
|       | 発売日         | タイトル             | 規格 | 規格品番   | 補足                                                                               |
| ----- | -------------- | -------------------- | ---- | ---------- | ---------------------------------------------------------------------------------- |
| 1st   | 2014年4月28日  | DJ'TEKINA//SOMETHING | CD   | DJTS-0001  | Amazonダンスチャート1位獲得。                                                      |
| Remix | 2016年5月25日  | KAWA-EDM             | CD   | AVCD-93429 | メジャー・デビュー作品。女性アーティストの人気楽曲を可愛くリミックスしたアルバム。 |
| 2nd   | 2018年4月29日  | RED                  | CD   | DJTS-0002  | M3-2018春にて頒布。                                                                |
| 3rd   | 2018年10月28日 | BLUE                 | CD   | DJTS-0003  | M3-2018秋にて頒布。                                                                |

## 出演

### イベント
- ROCK IN JAPAN FESTIVAL - DJ'TEKINA//SOMETHINGa.k.a ゆよゆっぺとして 2013年[19]、2014年[20]、2015年[21]、2016年、2017年[22]、2018年[23]のイベントに出演。
- COUNTDOWN JAPAN - DJ'TEKINA//SOMETHINGa.k.a ゆよゆっぺとして  15/16[24]  16/17[25]  17/18[26]のイベントに出演。
- SUMMER SONIC（2015年） - DJ’TEKINA//SOMETHINGとしてDJを行う[27]
- ストラトスフェスティバル！～Special Night Party～（2015年） - DJ’TEKINA//SOMETHINGとしてDJを行う[28]。

### ラジオ番組
- ゆよゆっぺ・八王子Pのハンドメイドラジオ - メインパーソナリティ

## 楽曲提供

### アーティスト
- 27ronron
  - RONRON NATION 憲法（作詞）
- amuTen
  - BRAINLOCK（作詞・作曲・編曲）
- BABYMETAL
  - ウ・キ・ウ・キ★ミッドナイト（編曲）
  - BABYMETAL DEATH（編曲）
  - ヘドバンギャー!! -Night of 15 mix-（リミックス）
  - メギツネ（編曲）
  - 悪夢の輪舞曲（作詞・作曲・編曲）
  - KARATE（作詞・作曲・編曲）
  - ヤバッ！（編曲）
  - GJ！（作詞[注 1]・作曲・編曲）
  - Sis. Anger（編曲）
  - From Dusk Till Dawn（作詞・作曲・編曲）
  - ↑↓←→BBAB（編曲）
  - Night Night Burn!（編曲[注 2]）
  - IN THE NAME OF（編曲[注 2]）
  - Kagerou（作曲・編曲）
  - Monochrome（作曲・編曲）
  - Believing（作曲・編曲）
- ERIHIRO
  - Stars（作詞・作曲・編曲）
  - Save me（作詞・作曲・編曲）
- Gero
  - うどん2（編曲）
- hibiku/山村響
  - ダイキライダヨSNS（作曲）
- J×Takanori Nishikawa
  - REAL×EYEZ（編曲[注 3]）
  - Another Daybreak（作詞[注 4]・編曲[注 3]）
  - A.I. ∴ All Imagination（編曲[注 3]）
- Mary's Blood
  - Angel's Ladder（作曲・編曲）
- nano
  - Beautiful ground（作詞・作曲・編曲）
  - EMPTY SHELL（編曲）
  - PARAISO（作曲・編曲）
- oshina（HOWLing）
  - over-AND-over（作詞・作曲）
- REGALILIA（Palette Project）
  - MORAL（作曲・編曲）
- rest or stay?
  - 秘密（編曲）
- Sifar
  - 狂奏インセプション（作詞・作曲）
- the lyrics
  - room（作曲・編曲）
- UMI☆KUUN
  - 幸福のダンス（作曲・編曲）
- yucat
  - D2（編曲）
- 藍井エイル
  - Addicted…（作詞・作曲・編曲）
- 茜音カンナ
  - VEIL（作詞・作曲・編曲）
- 秋赤音
  - 桔梗色のサヨナラ（作詞・作曲・編曲）
- アルバ・セラ
  - メシア（作詞・作曲・編曲・ミックス）
- 遠藤ゆりか
  - Emotional Daybreak（作曲・編曲）
- 一ノ瀬うるは / 空澄セナ / 夢野あかり / 夜乃くろむ（ぶいすぽっ!）
  - Gotcha!!（作詞・作曲・編曲）
- 岸尾だいすけ
  - Androidlove（作曲・編曲）
- サキノソト
  - 福よ有れ（作曲・編曲）
- 浮気者
  - undermine（作詞・作曲・編曲）
- 獅白ぼたん
  - Hikari（作詞・作曲・編曲）
- 篠崎愛
  - ぼくをしんじて（編曲）
- 菅谷諭杏
  - 痛いくらい音に乗って（編曲）
  - 狂っていたい (編曲)
  - 忘れもの。(編曲)
- 鈴木このみ
  - Blow out（編曲）[29]
  - White Clover（作詞・作曲・編曲）
- 宙月ティラ
  - VOiCE（作詞・作曲・編曲）
- 西川貴教
  - Hear Me（作詞・作曲）
  - 一番光れ!-ブッチギレ-（編曲）
- 西川貴教 featuring ももいろクローバーZ
  - 鉄血†Gravity（作曲・編曲）
- 常闇トワ
  - ANEMONE（作詞・作曲・編曲）
- ダリア・オルコット
  - LiLY（作詞・作曲・編曲）
- はちみつロケット
  - 陰陽 -Yin Yang-（作曲・編曲）
- 花冷え。
  - お先に失礼します。（編曲[注 5]）
  - おいしいサバイバー（編曲[注 5]）
- 原田ひとみ
  - Overdrive（編曲）
  - Oh No, Oh No（編曲）
- バンドじゃないもん!
  - タカトコタン-Forever-（作詞・作曲・編曲）
  - 速い曲（作詞・作曲・編曲）
  - しゅっとこどっこい（作詞・作曲・編曲）
  - レジェンドあいらぶゆー（作詞・作曲・編曲）
  - デジタルデトックス（作曲・編曲）
- 麻枝准×やなぎなぎ
  - 火吹き山の魔法使い（編曲）
- マジカル・パンチライン
  - Never Ending Punchline（作曲・編曲）
- 三軒しらべ
  - Y&I（作詞・作曲・編曲・ミックス・マスタリング）
  - Who Are U（作詞・作曲）
- 水戸ご当地アイドル（仮）
  - 梅（作詞・作曲・編曲）
  - 想（作詞・作曲・編曲）
- 妄想キャリブレーション
  - ちちんぷいぷい♪（作曲・編曲）
  - アンバランスアンブレラ（作曲・編曲）
  - 激ヤバ∞ボッカーン!!（作曲[注 6]・編曲）
- ももいろクローバーZ
  - 『Z』の誓い（編曲[注 7]）
  - Rock and Roll All Nite（編曲）
  - BIRTH Ø BIRTH（編曲）
- 結音 YUION
  - ヤッホー●ジパング（作詞・作曲・編曲）

### キャラクターソング
- A3!
  - 楽園オアシス（作詞・作曲・編曲）
  - Just For Myself（作詞・作曲・編曲）
  - The Contract（作詞・作曲・編曲）
  - ネバー・エンド・ワンダー（作詞・作曲・編曲）
  - 双刃の誓い（作詞・作曲・編曲）
- CUE!
  - our song（作曲・編曲）
- ESMERALDA
  - Liberation（作曲・編曲[注 8]）
- NEW GAME!
  - ほっしーの!（作詞・作曲・編曲）
- SOUND VOLTEX
  - It’s over（作曲・編曲）
- THE IDOLM@STER
  - Funny Logic（作詞・作曲・編曲[30]）
- アイドルマスター シンデレラガールズ（スターライトステージを含む）
  - 凸凹スピードスター（作詞・作曲・編曲）
  - Trust me（作詞・作曲・編曲）
  - Athanasia（作詞・作曲・編曲）
  - Just Us Justice（作曲・編曲）
- 蒼き鋼のアルペジオ -アルス・ノヴァ-（劇場版（Cadenza）を含む）
  - Be united（作詞・作曲・編曲）
  - Nothing to fear（作詞・作曲・編曲）
  - With you forever（作詞・作曲・編曲）
  - Expose（作詞・作曲・編曲）
- あんさんぶるスターズ!
  - FIST OF SOUL（作曲・編曲）
- イロドリミドリ
  - Bang Babang Bang!!!（作詞・作曲・編曲[注 9]）
- オンゲキ
  - UTAKATA（作詞・作曲・編曲）
- 浦島坂田船
  - Recipe（作詞・作曲・編曲）
- ウレロ☆未体験少女
  - アンリミテッド☆ガール（作曲・編曲）
- ガンスリンガー ストラトス
  - 君のいたあの日に（作詞・作曲）
  - オレを越えて行け（作詞・作曲）
- 宇宙よりも遠い場所
  - One Step（作詞・作曲・編曲[注 10]）
- ツキウタ。
  - Rainy moment（作詞・作曲・編曲）
  - 紫陽花（原題:あめふり）（作詞・作曲・編曲）
  - Childish flower（作詞・作曲・編曲）
  - 雨女って言わないで（作詞・作曲・編曲）
  - Duty（作詞・作曲・編曲）
  - Oh... Yes!!（作詞・作曲・編曲）
  - My Longing（作詞・作曲）
  - スキなものはスキ（作詞・作曲）
  - pluvia〜嘘と温もり〜（作詞・作曲）
  - Close（作詞・作曲）
  - Tear（作詞・作曲・編曲）
  - メルヘンチック（作詞・作曲・編曲）
  - ワガママ（作詞・作曲）
  - Fairytale（作詞・作曲・編曲）
- 干物妹！うまるちゃんR
  - うまるん体操（編曲）
- プロジェクトセカイ カラフルステージ！ feat. 初音ミク
  - Voices（作詞・作曲・編曲）
- 魔法戦争
  - Destiny chain（作詞・作曲・編曲）
- モンスター娘のいる日常
  - Hey!スミス!!（作詞・作曲・編曲）
  - M.O.Nのテーマ（作詞）
  - PAPISM（作詞・作曲・編曲）
  - ぱーぴーダンス（作詞・作曲・編曲）
- ヤリチン☆ビッチ部
  - Touch You（作詞[注 11]・作曲・編曲）
- ユリ熊嵐
  - TERRITORY（編曲）

## 関連人物
- BABYMETAL - 楽曲の制作に関わっている[11]。
- ERIHIRO - DJ'TEKINA//SOMETHINGとしてサウンドプロデュース。
- 八王子P - ほぼ同時期にニコニコ動画で活躍した。共作などの経験もあり、ラジオ番組ゆよゆっぺ・八王子Pのハンドメイドラジオでは6年以上、ともにパーソナリティを務めた。踊り手のめろちんとゆよゆっぺの三人で結成されたユニット「JUMP UP Boyz!!」のメンバーでもある。
- 鬱P - ニコニコ動画にて、VOCALOIDにラウドロック系の曲を歌わせる「VOCALOUD(ボカラウド)」「VOCALEAMO(ボカリーモ)」ジャンルで同時期に活躍し、以降も対バン、共演、共作などの経験がある。